# Schänitz (Hirschstein)
Schänitz ist ein Ortsteil der Gemeinde Hirschstein im sächsischen Landkreis Meißen. Er wurde am 1. November 1935 nach Boritz eingemeindet. Als Ortsteil von Boritz kam Schänitz am 1. März 1994 zur historischen Gemeinde Hirschstein, welche am 1. April 1996 in die Gemeinde Mehltheuer eingegliedert wurde. Diese wiederum nannte sich am 1. Oktober 1996 in Hirschstein um.

## Geographie

### Geographische Lage und Verkehr
Schänitz liegt direkt am linken Ufer der Elbe im östlichen Teil der Gemeinde Hirschstein, etwa 4 km südöstlich von Riesa. Das Dorf wird durch die Busverbindung Riesa–Hirschstein–Meißen bedient. Der Elberadweg führt durch den Ort.

### Nachbarorte
| Leutewitz (zu Riesa)   |                                             | Nünchritz               |
| Heyda (zu Hirschstein) | Kompassrose, die auf Nachbargemeinden zeigt | Leckwitz (zu Nünchritz) |
|                        | Boritz (zu Hirschstein)                     |                         |

## Geschichte

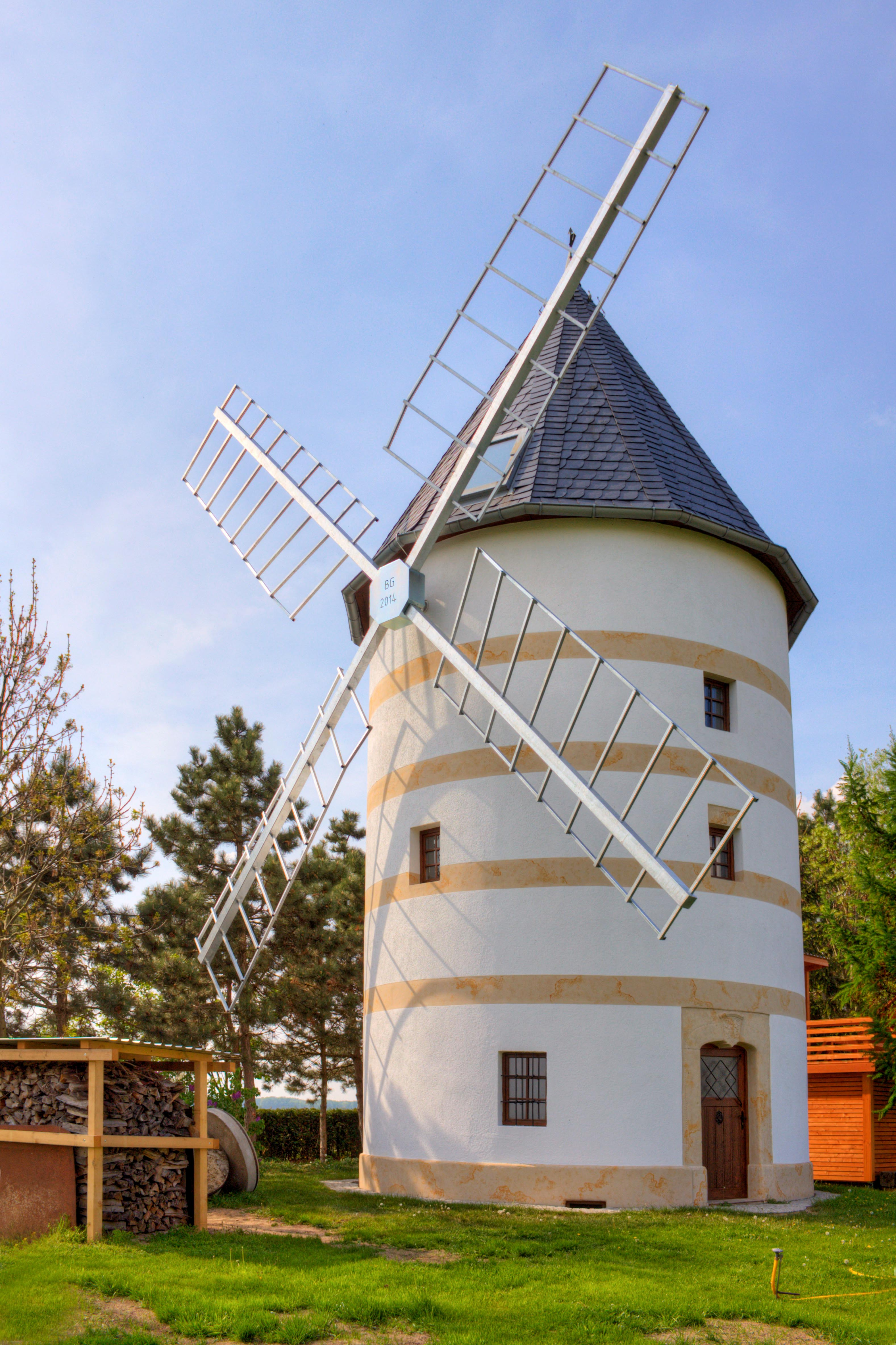
Schänitzer Windmühle

Das Platzdorf Schänitz wurde im Jahr 1311 erstmals unter dem Namen Scheniz erwähnt. Schänitz wurde 1428 in einer Aufstellung der zur Parochie Boritz gehörigen Dörfer genannt. Bezüglich der Grundherrschaft unterstand Schänitz der Dompropstei Meißen, wodurch der Ort bis ins 19. Jahrhundert als Amtsdorf durch das kursächsische bzw. königlich-sächsische Prokuraturamt Meißen verwaltet wurde.
Nach der Vereinigung des Prokuraturamts mit dem Schulsamt Meißen gehörte Schänitz seit 1835 zu diesem. Bei den im 19. Jahrhundert im Königreich Sachsen durchgeführten Verwaltungsreformen wurden die Ämter aufgelöst. Dadurch kam Schänitz im Jahr 1856 unter die Verwaltung des Gerichtsamts Meißen und 1875 an die neu gegründete Amtshauptmannschaft Meißen. Am 1. November 1935 wurde Schänitz zeitgleich mit Althirschstein nach Boritz eingemeindet.
Im Zuge der Gebietsreform 1952 wurde die Gemeinde Boritz mit Schänitz und Althirschstein dem Kreis Riesa im Bezirk Dresden zugeordnet, welcher ab 1990 als sächsischer Landkreis Riesa fortgeführt wurde und 1994 im neu gebildeten Landkreis Riesa-Großenhain aufging. Am 1. März 1994 schlossen sich die Gemeinden Boritz und Bahra mit ihren Ortsteilen zur Gemeinde Hirschstein zusammen. Seit der Eingemeindung von Hirschstein nach Mehltheuer am 1. April 1996 und der Umbenennung der Großgemeinde zum 1. Oktober 1996 gehört Schänitz als Ortsteil wiederum zu Hirschstein. Durch die zweite Kreisreform in Sachsen 2008 gehört die Landgemeinde Hirschstein mit ihren Ortsteilen, darunter auch Schänitz, zum Landkreis Meißen.

### Bevölkerungsentwicklung
| Jahr | Einwohner                                           |
| ---- | --------------------------------------------------- |
| 1551 | 8 besessene Mann, 4 Inwohner                        |
| 1764 | 7 besessene Mann, 5 Häusler, 8 Hufen je 24 Scheffel |
| 1834 | 99                                                  |
| 1871 | 104                                                 |
| 1890 | 93                                                  |
| 1910 | 110                                                 |
| 1925 | 119                                                 |

## Sehenswürdigkeiten
- Schänitzer Windmühle